# Wielcy mistrzowie zakonu Alcántara
Wielcy mistrzowie zakonu Alcántara :
1. Suero Fernández Barrientos (1156–1174 przeor)
2. Gómez Fernández Barrientos (1174-ok.1200)
3. Benito Suárez (1200–1208)
4. Nuño Fernández (1208–1219)
5. Diego García Sánchez (1219–1227)
6. Arias Pérez (1227–1234)
7. Pedro Yáñez (1234–1254)
8. García Fernández de Barrantes (1254–1284)
9. Fernando Páez (1284–1292)
10. Fernando Pérez (1292–1294)
11. Gonzalo Pérez (1296–1312)
12. Ruy Vázquez (1312–1318)
13. Suero Pérez Maldonado (1318–1334)
14. Ruy Pérez Maldonado (1334–1335)
15. Fernando López (wielki mistrz) (1335)
16. Suero López (1335)
17. Gonzalo Martínez de Oviedo (1337–1338)
18. Nuño Chamizo (1338–1343)
19. Peralonso Pantoja (1343–1346)
20. Fernando Pérez Ponce de León (1346–1355)
21. Diego Gutiérrez de Ceballos (1355)
22. Suero Martínez Aldama (1355–1361)
23. Gutierre Gómez de Toledo (1361–1364)
24. Martín López de Córdoba (1364–1369)
25. Pedro Muñiz de Godoy (1369)
26. Melendo Suárez (1369–1371)
27. Ruy Díaz de la Vega (1371–1375)
28. Diego Martínez (wielki mistrz) (1375–1383)
29. Diego Gómez Barroso (1383–1384)
30. Gonzalo Núñez de Guzmán (1384–1385)
31. Martín de la Barruda (1385–1394)
32. Fernando Rodríguez de Villalobos (1394–1408)
33. Sancho de Castilla (1408–1416)
34. Juan de Sotomayor (1416–1432)
35. Gutierre de Sotomayor (1432–1456)
36. Gómez de Cáceres y Solís (1457–1470)
37. Alfonso de Monroy (1471–1473)
38. Juan de Zúñiga (1473–1504)
39. Karol I Hiszpański (cesarz jako Karol V Habsburg) 1516–1556
40. Filip II Habsburg 1556–1598
41. Filip III Habsburg 1598–1621
42. Filip IV Habsburg 1621–1665
43. Karol II Habsburg 1665–1700
44. Filip V Burbon 1700–1724
45. Ludwik I Burbon 1724
46. Filip V Burbon 1724–1746
47. Ferdynand VI Burbon 1746–1759
48. Karol III Burbon 1759–1788
49. Karol IV Burbon 1788–1813
50. Ferdynand VII Burbon 1813–1833
51. Izabela II Burbon 1833–1868
52. Alfons XII Burbon 1875–1885
53. Alfons XIII Burbon 1886–1941
54. Jan Burbon, książę Asturii 1941–1975
55. Jan Karol I Burbon 1975–2014
56. Filip VI Burbon od 2014